# Aryesebokhe
Aryesebokhe war ein nubischer König, der während der Meroitischen Periode, vermutlich im ersten nachchristlichen Jahrhundert regierte.
Er ist bisher ausschließlich von seiner Pyramide Beg N16 in Meroe bekannt. Sein Name ist dort in meroitischer Schrift nur auf dem Fragment einer Opfertafel belegt. Auf der Tafel werden auch seine, anscheinend nichtköniglichen, Eltern namentlich genannt; sie hießen Teritedakhatey (Vater) und Wekeamani (Mutter).